# Shorea ladiana
Shorea ladiana  (лат.) — вид двудольных цветковых растений из семейства Диптерокарповые (Dipterocarpaceae), рода Шорея (Shorea). Shorea ladiana произрастает в Брунее и Малайзии. Вид был впервые описан ботаником П. Эштоном (англ. Peter Shaw Ashton) в 1962 году.
Медленно растущее дерево, что делает его уязвимым при вырубки с целью получения коммерческой древесины.
Вид находится под угрозой исчезновения.